# 일본 야구 리그

일본 야구 리그(Japan Baseball League, JBL)은 1935년 창설되어 1950년까지 진행된 일본의 프로야구 리그이다. 1950년 해체된 후 현재의 일본 프로 야구로 변경되었다.

## 팀

### 현재일본 프로 야구참가팀
- 다이 도쿄 (1936년) → 라이온 베이스볼 클럽 (1937년 ~ 1940년) → 아사이 베이스볼 클럽 (1941년 ~ 1944년) → 퍼시픽 베이스볼 클럽 (1946년) → 타이요 로빈스 (1947년 ~ 1949년) → 센트럴 리그로 편입되면서 쇼치쿠 로빈스로 변경 → 해체

- 코라쿠엔 이글스 (1937년) → 이글스 베이스볼 클럽 (1938년 ~ 1939년) → 쿠로와시 베이스볼 클럽 (1940년 ~ 1941년) → 야마토 베이스볼 클럽 (1942년 ~ 1943년) → 해체

- 나고야 베이스볼 클럽 (1936년 ~ 1943년) → 산요 베이스볼 클럽 (1944년) → 추부 니폰 (1946년) → 추부 니폰 드래곤즈 (1947년) → 주니치 드래곤즈 (1948년 ~ 1949년) → 센트럴 리그 편입

- 나고야 킨코 (1936년 ~ 1940년) → 츠바사 베이스볼 클럽에 매각

- 오사카 타이거즈 (1936년 ~ 1940년 9월 24일) → 한신 베이스볼 클럽 (1940년 9월 25일 ~ 1944년) → 오사카 타이거즈 (1946년 ~ 1949년) → 센트럴 리그 편입 → 한신 타이거즈

- 도쿄 쿄진 (1936년 ~ 1944년 , 1946년) → 요미우리 자이언츠 (1947년 ~ 1949년) → 센트럴 리그 편입

- 도쿄 시네터스 (1936년 ~ 1939년) → 츠바사 베이스볼 클럽 (1940년) → 타이요 베이스볼 클럽 (1941년 ~ 1942년) → 니시테츠 베이스볼 클럽 (1943년) → 해체

- 한규 베이스볼 클럽 (1936년 ~ 1944년, 1946년) → 한규 베어스 (1947년 1월 ~ 1947년 4월) → 한규 브레이브스 (1947년 4월 ~ 1949년) → 퍼시픽 리그 편입 → 오릭스 버펄로스

- 난가이 베이스볼 클럽 (1938년 2월 ~ 1944년 5월 31일) → 킨기 니폰 (1944년 6월 1일 ~ 1944년 12월 31일) → 킨기 그레이트 링 (1945년 ~ 1947년 5월 31일) → 난가이 호크스 (1947년 6월 1일 ~ 1949년) → 퍼시픽 리그로 편입 → 후쿠오카 소프트뱅크 호크스

- 골드 스타 (1946년) → 긴세이 스타즈 (1947년 ~ 1948년) → 다이에이 스타즈 → 타카사키 유니온스에 매각되고 다이에이 유니온스로 변경 → 마이니치 오리온스에 매각되어 다이마이 오리온스로 변경 → 지바 롯데 마린스

- 시네터스 베이스볼 클럽 (1946년) → 도쿄 플라이어스 (1949년) → 큐에이 플라이어스 (1948년) → 도쿄 플라이어스(1947년) → 퍼시픽 리그로 편입 → 홋카이도 닛폰햄 파이터스

- 킨테즈 펄스 (1949년) → 퍼시픽 리그 편입 → 해체

### 해체된 팀
- 나고야 골든 돌핀스 (1936년 1940년) - 도쿄 시네이터스 (1936년 ~ 1940년) , 츠바사 (1940년) - 나고야 긴코에 매각되어 타이요로 변경 (1941년 ~ 1942년) - 1940년 츠바사는 니시테츠로 변경

- 니시테츠 (1943년) - 1950년에 연고지를 사이타마로 옮겨서 사이타마 세이부 라이온스로 재창단

- 야마토 (143년 ~ 1944년) - 코라쿠엔 이글스 (1937년 ~ 1938년) , 이글스 (1938년 ~ 1940년) - 쿠로와시 블랙 이글스 (1940년 ~ 1942년) - 1944년 해체